# Mniodendron nanum
Mniodendron nanum là một loài Rêu trong họ Hypnodendraceae. Loài này được Müll. Hal. mô tả khoa học đầu tiên năm 1902.